# Giga Norakidze
Anatoliy ("Giga") Norakidze (Georgisch: ანატოლი ("გიგა") ნორაკიძე) (Otsjamtsjire, 30 april 1930 – 27 februari 1995) was een voetballer uit Georgië, die na zijn actieve carrière het trainersvak instapte. Hij speelde zelf als aanvaller voor onder meer FC Dinamo Tbilisi. Norakidze overleed op 64-jarige leeftijd.
Norakidze was van 1990 tot 1993 de eerste bondscoach van de Georgische nationale ploeg. Daarvoor trainde hij in zijn vaderland onder meer clubs als Torpedo Koetaisi en Dinamo Soechoemi. Norakidze werd in het najaar van 1993 als bondscoach opgevolgd door Aleksandre Tsjivadze, nadat hij vier duels leiding had gegeven aan de A-selectie.